# Нова спорт
Нова Спорт е български спортен телевизионен канал, част от Нова Броудкастинг Груп, от декември 2020 г. собственост на „Юнайтед Груп“.. Излъчва спортни събития на живо като футбол, бокс, лека атлетика, голф, баскетбол, волейбол и други. Каналът стартира на 30 април 2010 г. на мястото на музикалния канал MM. Телевизията е създадена по подобие на скандинавския спортен канал Viasat Sport, с когото споделя графичната си опаковка. От 29 юли 2013 г. каналът започва излъчване и в HD формат на картината.

## Nova Premier League HD
На 2 април 2012 г. стартира Nova Premier League HD. Каналът е с 24-часова програма и излъчва основно английски футбол и срещи от Английска висша лига във формат HD. Излъчва от Лондон и се създава от Viasat Broadcasting. Каналът е създаден по подобие на скандинавския спортен канал Viasat Premier League HD и използва графичната опаковка на канала Viasat Football HD. Каналът е закрит на 1 юни 2013 г., тъй като от 29 юли 2013 г. основният канал Нова Спорт преминава във формат HD.

## Излъчващи се спортни събития
Футбол
- Английска висша лига
- Английска футболна лига – Чемпиъншип, Лига 1 и Лига 2
- ФА Къп
- Купа на Футболната лига (Англия)
- Лига 1 – първенство на Франция по футбол
- Купа на лигата на Франция – до 2019
- Купа на Германия
- квалификации за световно и европейско първенство по футбол
- УЕФА Лига на нациите

Бокс
- събития на Sauerland Event
- събития на Matchroom Sport

Баскетбол
- Лига ACB – първенство на Испания – 2 мача на кръг
- Copa del Rey de Baloncesto – купа на Испания – целия турнир
- Обединена ВТБ лига – 2 мача на кръг

Волейбол
- Шампионска лига по волейбол мъже и жени – финали

Голф
- US Masters

Дартс
- турнири на PDC – до 2019

Билярд
- Световна купа – до 2019

Тенис
- Купа Дейвис